# ハルキウ駅
ハルキウ駅（ウクライナ語: Харків-Пасажирський）は、ウクライナのハルキウにある鉄道駅。キーウ駅に次ぐウクライナ第2の規模の駅である。

## 概要
初代の駅舎は第二次世界大戦で破壊された。現駅舎は1952年に再建されたもので、当時流行していたスターリン様式の影響が見られる。2基の塔の高さは42m、エントランスホールの天井高は26mである。1982年に16階建てのホテル棟が建設された。2003年には大規模な改修工事が行われ、設備が更新された。ハルキウ市電とハルキウ地下鉄に乗り換えができる。
2022年ロシアのウクライナ侵攻により駅の一部が破壊された。

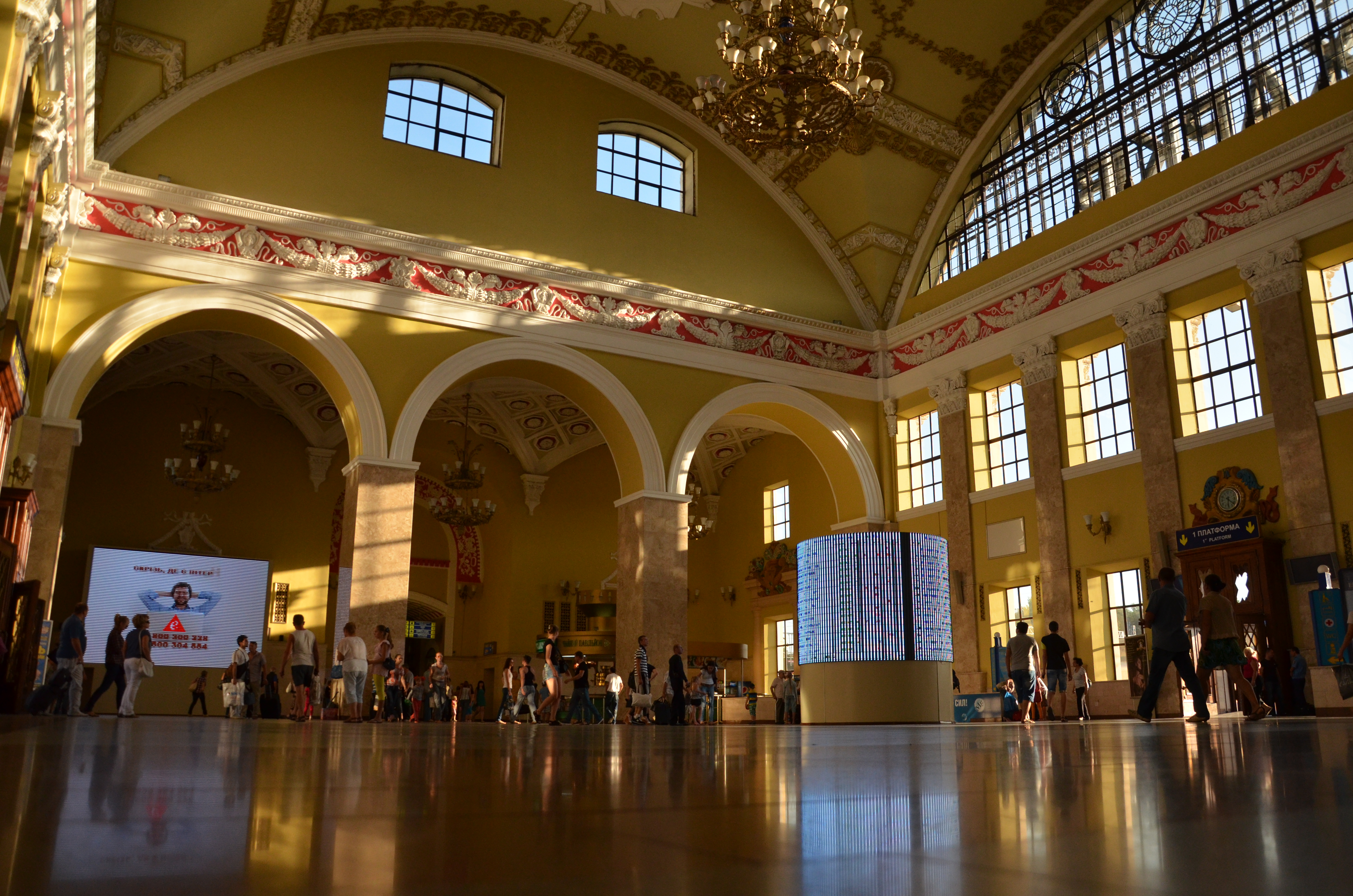